# Cuevas Labradas
Cuevas Labradas is een gemeente in de Spaanse provincie Teruel in de regio Aragón met een oppervlakte van 40,81 km². Cuevas Labradas telt 127 inwoners (1 januari 2016).

## Demografische ontwikkeling
Bron: INE, 1857-2011: volkstellingen